# 足利学校遺蹟図書館
足利学校遺蹟図書館（あしかががっこういせきとしょかん）は、栃木県足利市の史跡足利学校敷地内にある図書館。
足利市教育委員会の足利学校事務所が運営する公立図書館であるが、現在は主に足利学校伝来の古典籍と、足利ゆかりの郷土資料および一般の参考図書のみを所蔵しており、公共図書館というよりは専門図書館に近い施設である。蔵書冊数は約3万2000冊。

## 沿革

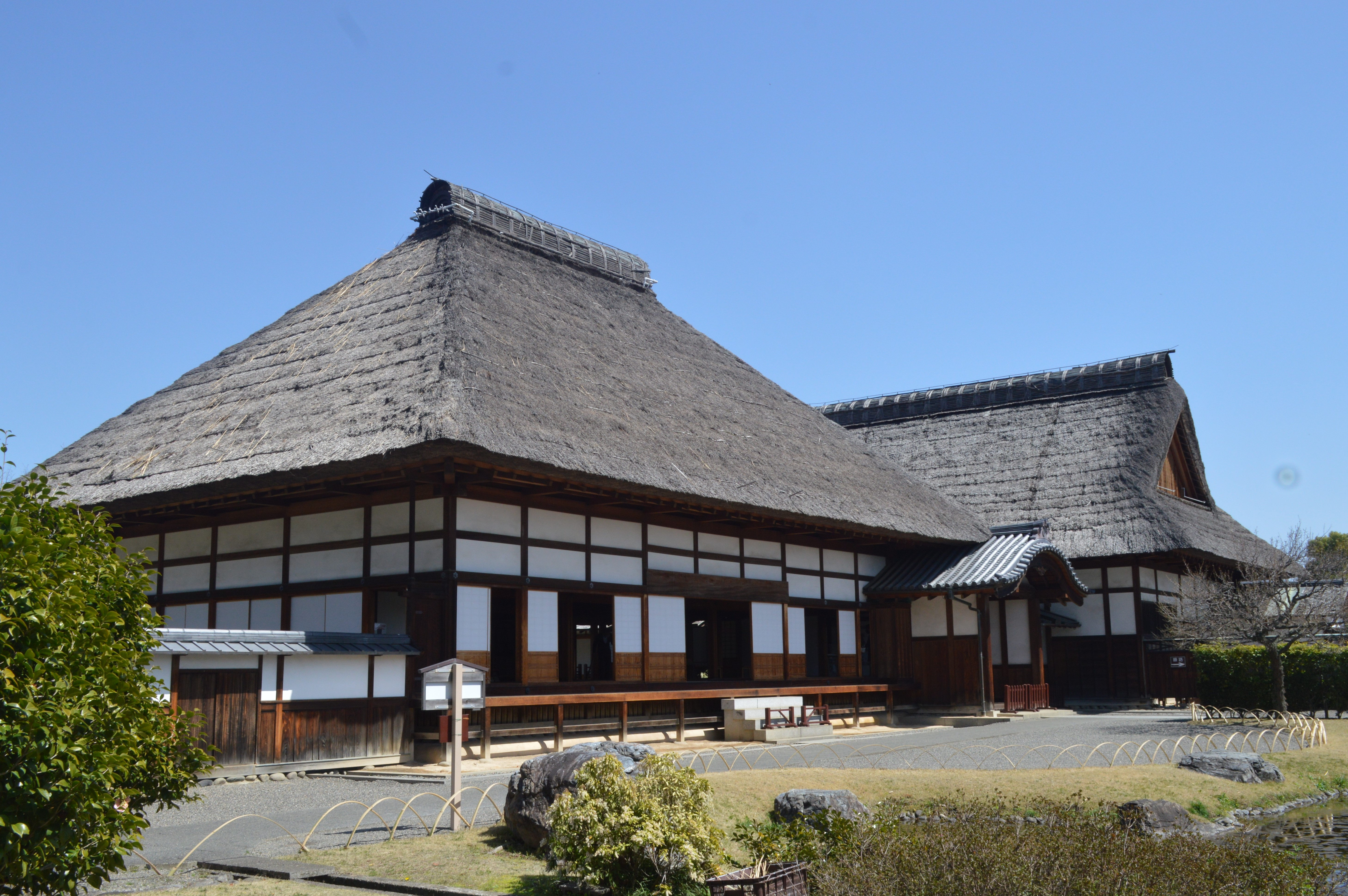
史跡足利学校

### 公立図書館時代
明治維新後、足利学校は廃藩置県のあおりを受けて廃校となり、敷地の東半分は小学校に転用された。敷地の西半分は足利県から地元に返還され、足利学校の所蔵していた上杉憲実以来の貴重な蔵書は足利文庫として保存されていた。
1903年（明治36年）、足利郡足利町（現・足利市）によって足利学校遺蹟図書館が設立され、同年8月1日に開館した。足利学校遺蹟図書館は足利文庫を引き継ぐとともに、栃木県初の近代的公共図書館として町民に対して図書館サービスを行った。
1914年（大正3年）、足利町会は大正天皇即位の大典を記念して足利学校遺蹟図書館の本館新築を決議した。木造瓦葺平屋建て、452.95平方メートルの近代和風建築が足利学校史跡内に建設され、1915年（大正4年）に本館が落成した。この建物は太平洋戦争を挟んで1970年代まで、足利市唯一の公共図書館として利用された。

### 専門図書館化
1980年（昭和55年）、足利市有楽町の足利市民会館隣接地に栃木県立足利図書館が開館したことで、足利市における公共図書館機能の主軸が遺蹟図書館から栃木県立足利図書館に移された。足利市から栃木県に対して、古典籍などの特殊コレクションを除く遺蹟図書館の蔵書の大半が寄託され、栃木県立足利図書館に移管された。
1990年（平成2年）3月、足利市の組織改正により足利学校遺蹟図書館の組織が廃止され、公立公共図書館としての足利学校遺蹟図書館は87年の歴史を閉じた。同年12月、足利学校跡の東半分にあった足利市立東小学校が移転した跡に足利学校の建物と庭園が復元され、足利市教育委員会の史跡足利学校事務所管理下に公開された。この際には足利学校遺蹟図書館が史跡足利学校の一部として管理されることになった。
1994年（平成6年）3月22日、足利学校遺蹟図書館は「旧足利学校遺蹟図書館（付属建物を含む）付新築竣工図」として足利市指定文化財に指定された。建物の保存整備が行われ、1995年（平成7年）に建物内の一般公開が開始された。
2015年（平成27年）12月23日から2016年（平成28年）2月29日まで、竣工100周年を記念して企画展「遺蹟図書館のあゆみ」が開催された。

## 蔵書
足利学校遺蹟図書館の蔵書は約3万2000冊であり、古書約1万7000冊、郷土資料約4000冊、そして日本史関係等の一般の参考図書約1万冊からなっている。
足利学校の旧蔵書を引き継いだ古書は、貴重な宋版（南宋時代の刊本）や室町時代の写本を多く含み、4点77冊が国宝、8点98冊が重要文化財に指定されている。貴重書はマイクロフィルム化されていて、閲覧および複写も可能であり、一般の古書も事前に許可を得れば閲覧することができる。古書の目録は長澤規矩也の編により、『足利学校遺蹟図書館古書分類目録』として公刊されている。
郷土資料は足利学校の研究書および参考図書、足利市関係の図書、および足利在住者・出身者や足利について書かれた資料を集めた足利文庫などがあり、足利学校や足利市の歴史に関する資料が揃えられている。

## 指定文化財

### 国宝
- 宋刊本文選（金沢文庫本） 21冊
  - 南宋刊本。もと金沢文庫に蔵されていたもの。永禄3年（1560年）に後北条氏が足利学校に寄進した。
- 宋版礼記正義 35冊
- 宋版尚書正義 8冊
  - いずれも五経正義の南宋刊本。上杉憲実が足利学校の公用に供するため寄進した旨の墨書をもつ。
- 宋版周易註疏 13冊
  - 南宋刊本。上杉憲実の子、上杉憲忠の寄進。

### 重要文化財
- 足利学校旧鈔本 4種19冊
  - 『周易』5冊、『周易伝』3冊、古文孝経』1冊、『論語義疏』10冊をまとめて指定したもの。いずれも室町時代中に足利学校で教科書として使用するため刊本から書写した写本である。
- 宋刊本附釈音毛詩註疏 30冊
  - 『毛詩正義』の南宋刊本。上杉憲実寄進。
- 宋刊本周礼 2冊
  - 南宋刊本。正統14年（1449年）に足利学校に寄付された旨の墨書がある。
- 宋刊本附釈音春秋左伝註疏 25冊
  - 『春秋正義』の南宋刊本。上杉憲実寄進。
- 宋版唐書列伝残巻 22冊
  - 上杉憲実が足利学校に寄進した『新唐書』の南宋刊本の残巻。埼玉県内の旧家に蔵されていたが、長澤規矩也によって足利学校に戻された。

## 利用案内
- 交通アクセス：JR両毛線足利駅から徒歩10分、または東武伊勢崎線足利市駅から徒歩15分
- 休館日：毎月第3月曜・年末年始
- 受付時間：午前9時 - 午後4時30分（4月 - 9月）、午前9時 - 午後4時（10月 - 3月）
- 入館料：無料